# Mark Aldred

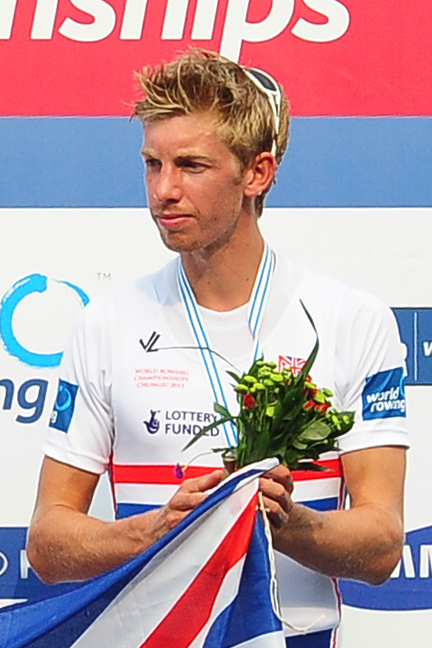
Mark Aldred 2013

Mark Aldred (* 18. April 1987 in Birmingham) ist ein britischer Leichtgewichts-Ruderer.
Mark Aldred begann erst 2010 mit dem Rudersport. 2013 gewann er zusammen mit Sam Scrimgeour zwei Weltcup-Regatten im Leichtgewichts-Zweier ohne Steuermann. Bei den Weltmeisterschaften 2013 gewannen die beiden die Bronzemedaille. 2014 wechselte Aldred in den Leichtgewichts-Vierer ohne Steuermann. Der Vierer in der Besetzung Aldred, Peter Chambers, Richard Chambers und Chris Bartley gewann die Silbermedaille bei den Europameisterschaften und die Bronzemedaille bei den Weltmeisterschaften. Mit einem vierten Platz bei den Europameisterschaften und dem neunten Platz bei den Weltmeisterschaften verlief die Saison 2015 weniger erfolgreich. Zum Auftakt der Saison 2016 gewann der britische Leichtgewichts-Vierer mit Chris Bartley, Mark Aldred, Jono Clegg und Peter Chambers die Silbermedaille bei den Europameisterschaften in Brandenburg an der Havel. Drei Monate später erreichten die vier den siebten Platz bei den Olympischen Spielen in Rio de Janeiro.
Mark Aldred studierte zunächst Physik und ist Patentanwalt.